# Miguel de Cervantes

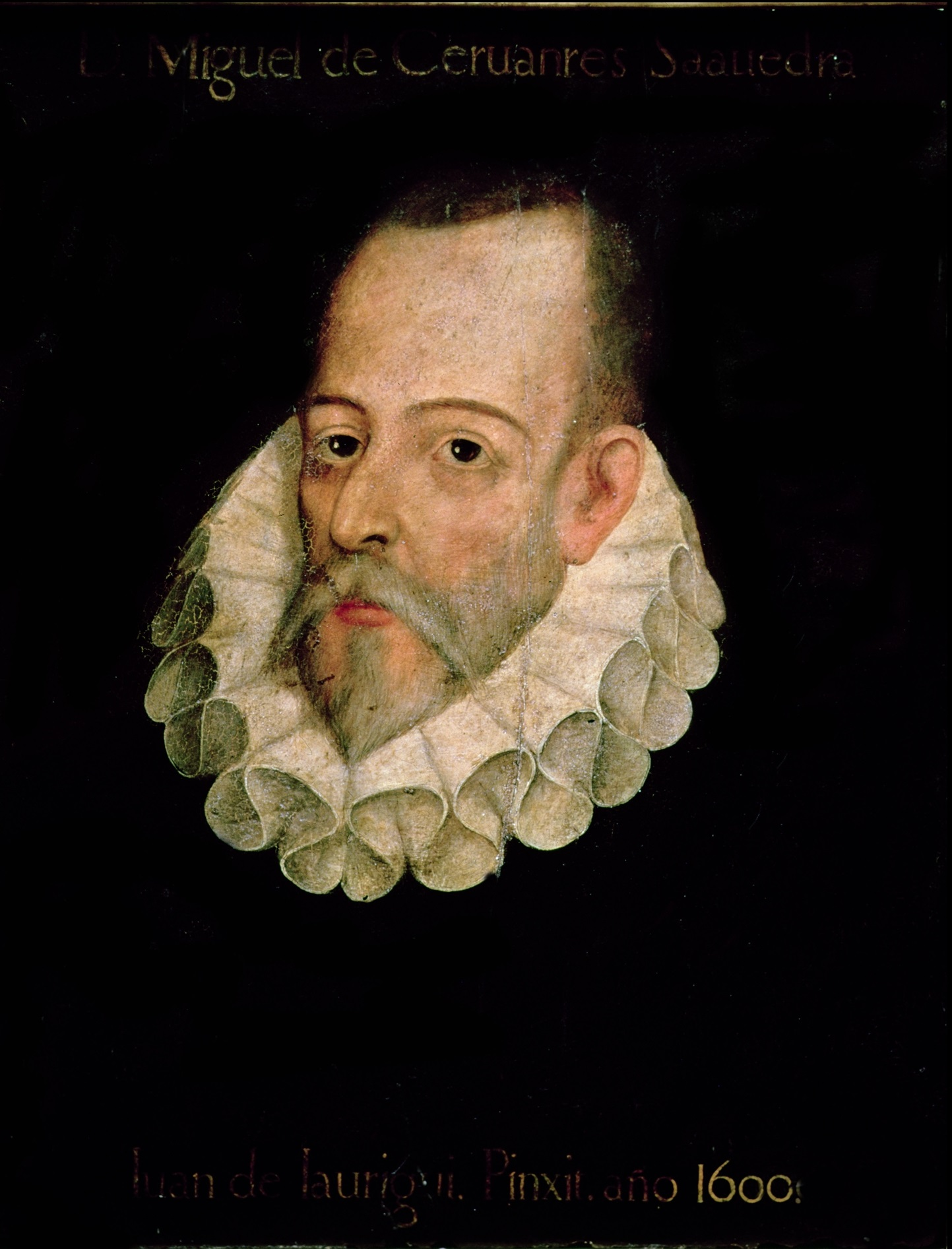
Ein Porträtbild, von dem angenommen wurde, dass es Cervantes zeigt. Es gibt allerdings kein Porträt von Cervantes, dessen Authentizität gesichert ist.

Miguel de Cervantes Saavedra [miˈɣel de θeɾˈβantes saːˈβeðɾa] (* vermutlich 29. September 1547 in Alcalá de Henares, getauft am 9. Oktober 1547 in Alcalá de Henares; † 22. oder 23. April 1616 in Madrid) war ein spanischer Schriftsteller. Der Autor des Don Quijote gilt als Spaniens Nationaldichter.

## Leben

### Herkunft und Studium

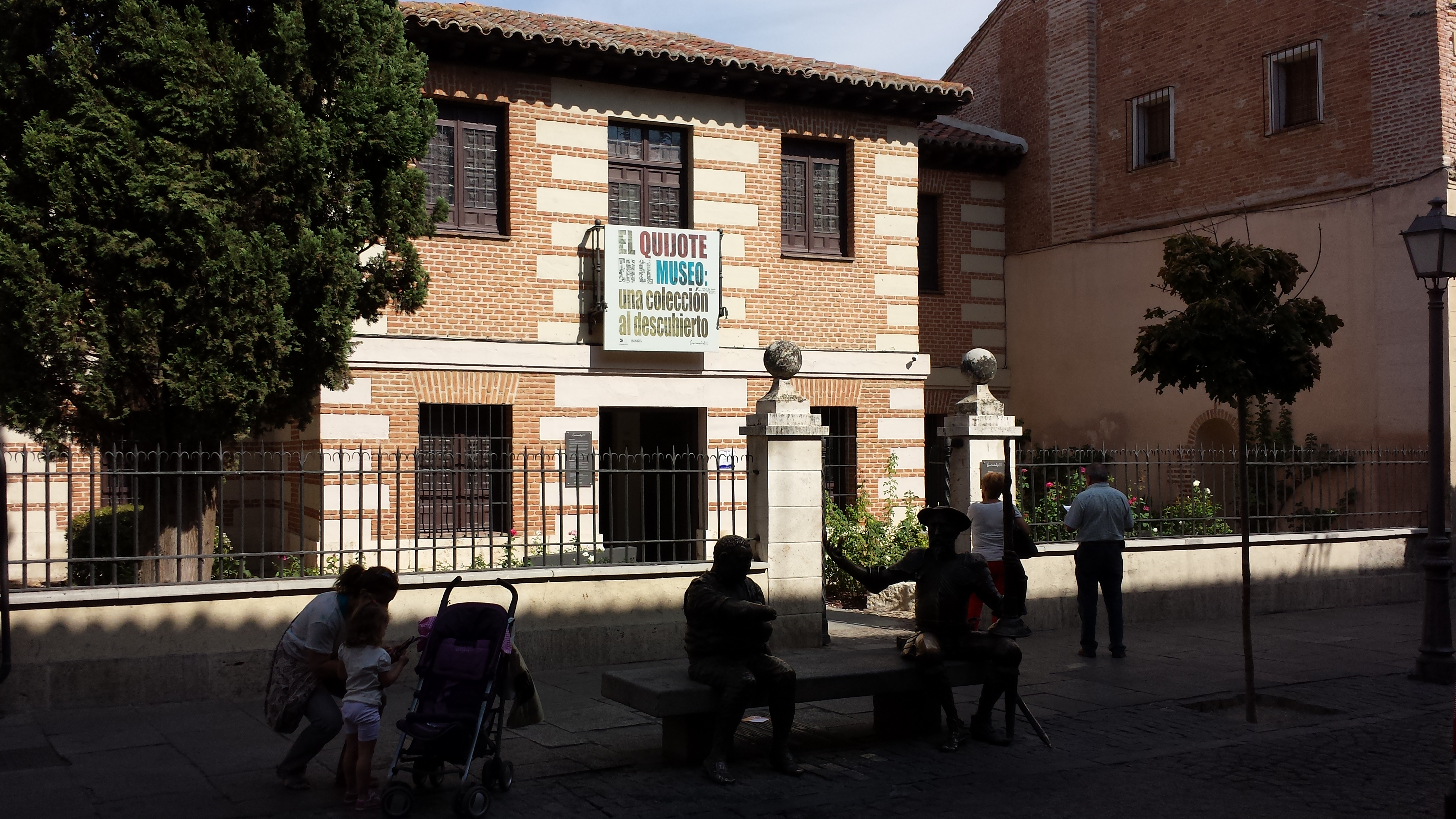
Wahrscheinliches Geburtshaus von Cervantes in Alcalá de Henares

Miguel de Cervantes Saavedra wurde als drittes von sieben Kindern einer verarmten adeligen Familie in Alcalá de Henares geboren. Seine Eltern waren Rodrigo de Cervantes (1509–1585), ein Wanderchirurg, und Leonor de Cortinas (1520–1593).

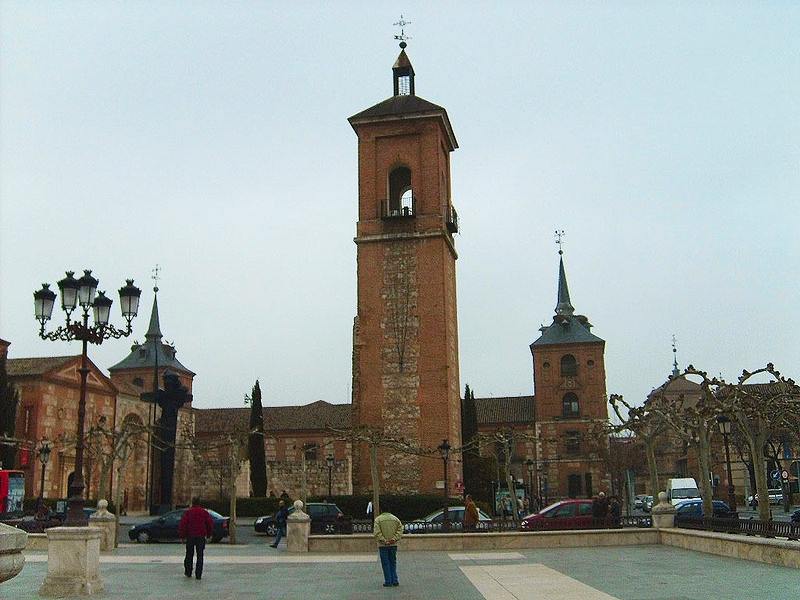
Kirche, in der er getauft wurde, Alcalá de Henares

Der junge Cervantes studierte Theologie an den Universitäten von Salamanca und Madrid.

### Flucht nach Rom und Eintritt in die spanische Marine

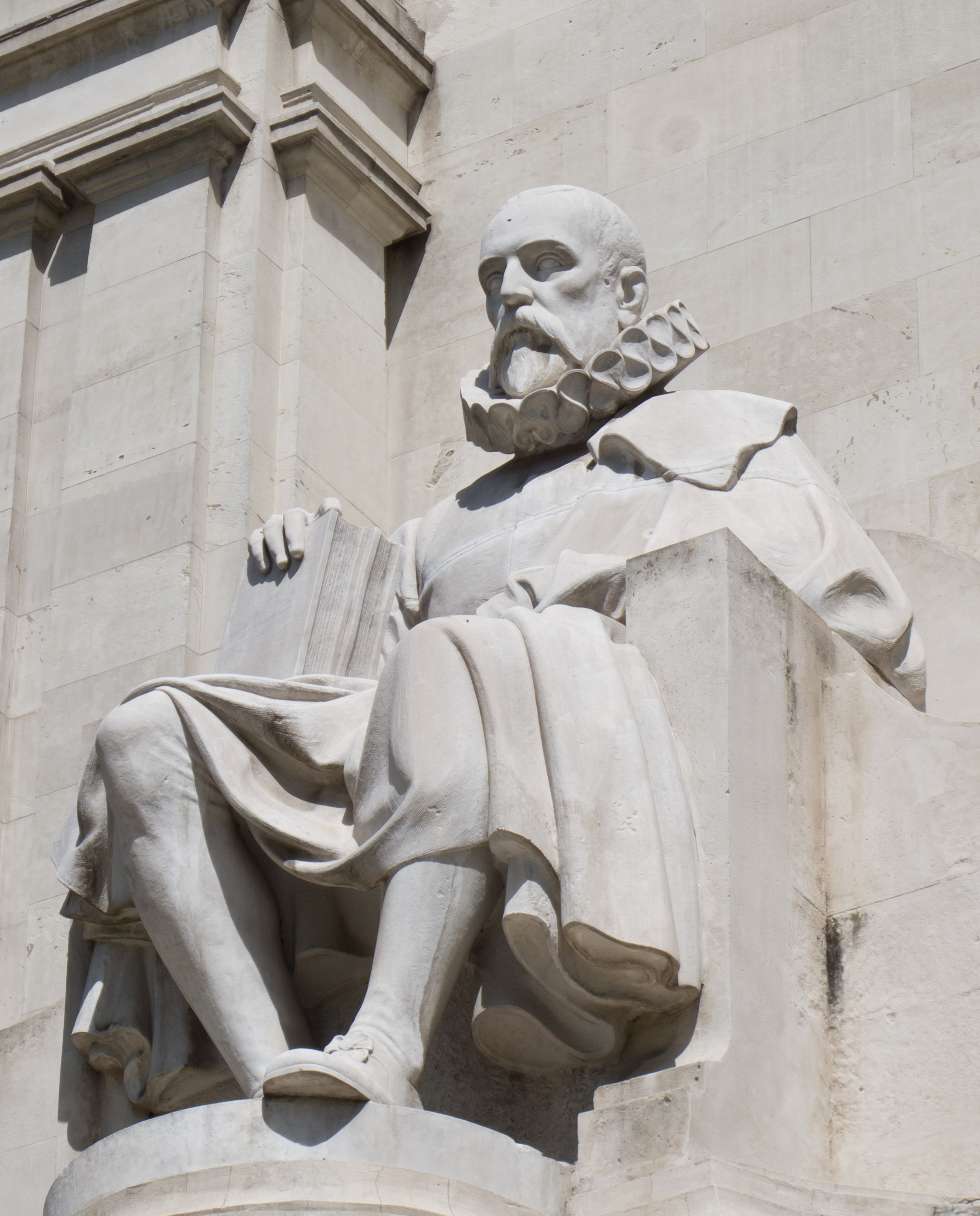
Cervantes-Skulptur in Madrid (Teil des Cervantes-Denkmals)

Miguel de Cervantes führte ein sehr abenteuerliches Leben. Nach einjährigen Studien bei dem Humanisten Juan López de Hoyos (1511–1583) in Madrid, bei denen er die Schriften des Aristoteles und die des Erasmus von Rotterdam kennenlernte, zog er 1569 zunächst nach Rom, möglicherweise auf der Flucht vor der spanischen Justiz. Laut einer königlichen Verfügung aus dem Jahr 1569 sollte ein Mann namens Miguel de Cervantes festgenommen werden, der angeklagt war, einen gewissen Antonio Sigura bei einem Duell verletzt zu haben. Es ist möglich, aber nicht sicher, dass es sich dabei um den späteren Dichter Cervantes handelte.
In Rom trat er, wahrscheinlich 1569, als Kammerdiener in die Dienste von Kardinal Giulio Acquaviva (1546–1574) ein. Die italienischen Erfahrungen hinterließen vor allem in seinem Novellenwerk deutliche inhaltliche und stilistische Spuren. Noch im gleichen Jahr trat er als unvermögender Hidalgo, dem kaum andere Karrierewege offenstanden, in eine in Neapel stationierte Einheit der spanischen Marine ein. Als Mitglied der Infantería de Marina nahm er 1571 an der Schlacht von Lepanto teil, in der Juan de Austria, der Cervantes seine soldatischen Talente später bescheinigte, gegen die Türken kämpfte. Er erhielt drei Schusswunden, zwei in der Brust, eine in den linken Arm bzw. Unterarm, wodurch seine linke Hand dauerhaft gelähmt blieb und er den Beinamen el manco de Lepanto (der Einhändige von Lepanto) bekam. In einer Anspielung auf seinen Erfolg mit dem Don Quijote schrieb er später in der Geschichte Viaje del Parnaso, er habe „die Fähigkeit, seine linke Hand zu bewegen, zum Ruhme seiner rechten verloren“.

### Sklave in Algier
Nach weiteren Jahren in der spanischen Marine trat Cervantes im September 1575 die Heimreise an Bord der Galeere Sol an. Als sich das Schiff bereits der katalanischen Küste näherte, wurde es von algerischen Korsaren angegriffen. Nach einem verlustreichen Kampf wurden die überlebenden Passagiere gefangen genommen und als Sklaven nach Algier verschleppt. Erst nach fünf Jahren und vier erfolglosen Fluchtversuchen konnte Cervantes 1580 durch den Trinitarierorden freigekauft werden und kehrte am 19. September nach Spanien zurück.
Im Jahre 1580 sah sich der spanische König Philipp II. nach dem Tod des Kardinalkönigs Heinrich I. (port. Henrique I, span. Enrique I) aus dem Hause Avis als Thronerbe des Königreiches Portugal und setzte seinen Anspruch noch im Sommer des gleichen Jahres militärisch gegen den selbsternannten Gegenkönig Antonio von Crato durch. Cervantes nahm zwischen dem Jahr 1580 bis 1582 als Soldat an den Kriegszügen Spaniens nach Portugal und auf die Azoren teil.

### Ehemann und Schriftsteller

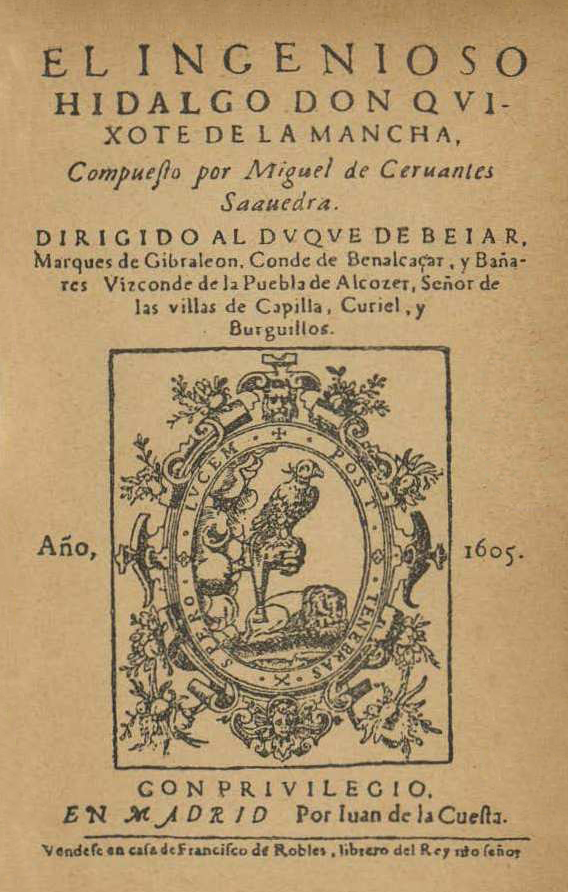
Titelblatt des Don Quixote, 1605

In seinem ersten, in den 1580er Jahren ohne größere Beachtung aufgeführten und erst 1615 veröffentlichten Theaterstück Los tratos de Argel verarbeitete er seine Erfahrungen aus der Gefangenschaft. Er war hoch verschuldet und versuchte schließlich, sich als Schriftsteller zu etablieren und so etwas Geld zu verdienen. 1585 erschien sein erster Roman La primera parte de la Galatea (die erste Übersetzung ins Deutsche erfolgte unter dem Titel Der Galatea Erster Teil durch Felix Schnurrmann bereits 1588). Ein Jahr zuvor hatte er die 18 Jahre jüngere Catalina de Salazar y Palacios geheiratet, Tochter eines wohlhabenden Bauern. Diese Verbindung blieb kinderlos, doch hatte er aus einer Affäre mit der Schauspielerin Ana Franca de Rojas eine Tochter, Isabel de Saavedra. Ende der 1580er Jahre trennte er sich von seiner Frau.
1585 arbeitete er als Steuereintreiber. Da die Bauern nur leere Scheunen vorweisen konnten und er sich auch am Kircheneigentum vergriff, wurde er von einem Inquisitionsgericht exkommuniziert. Im Mai 1590 bewarb er sich schriftlich für den vakant gewordenen Gouverneursposten der mittelamerikanischen Provinz Soconusco; sein Gesuch wurde jedoch abschlägig beschieden. Danach arbeitete er unter anderem als „Versorgungskommissar der Marineverwaltung“ und verbrachte 3 Monate wegen angeblicher Veruntreuung von Staatsgeldern 1597/98 im Gefängnis von Sevilla in Untersuchungshaft. Ein zweiter Gefängnisaufenthalt 1602 ist nicht eindeutig erwiesen.
Dort begann er mit der Arbeit an seinem bedeutendsten Werk El ingenioso Hidalgo Don Quijote de la Mancha (Der sinnreiche Junker Don Quijote von La Mancha), dessen erster Teil 1605 erschien. Den zweiten Teil veröffentlichte er 1615. Zwischen den beiden Teilen entstanden 1613 Cervantes’ Novelas ejemplares, die im Deutschen mit Exemplarische Novellen übersetzt werden. 1616 vollendete er den Roman Los Trabajos de Persiles y Sigismunda (Ed. Madrid 1617). Im Juli 1613 trat Cervantes der säkularen franziskanischen Bruderschaft bei.
Don Quijote brachte zwar den ersehnten Erfolg, doch verlor Cervantes das dadurch gewonnene Geld wieder.
Im Frühjahr 1616 verschlechterte sich sein Gesundheitszustand zusehends. Am 2. April, als er bereits sein Haus nicht mehr verlassen konnte, legte er das endgültige Gelübde der Franziskanischen Gemeinschaft ab. Er starb verarmt am 22. April 1616 in Madrid. Am darauffolgenden Tag wurde er im Konvent der Barfüßigen Trinitarierinnen beerdigt, weshalb dieses Datum lange als sein Todestag galt.

### Das Grab

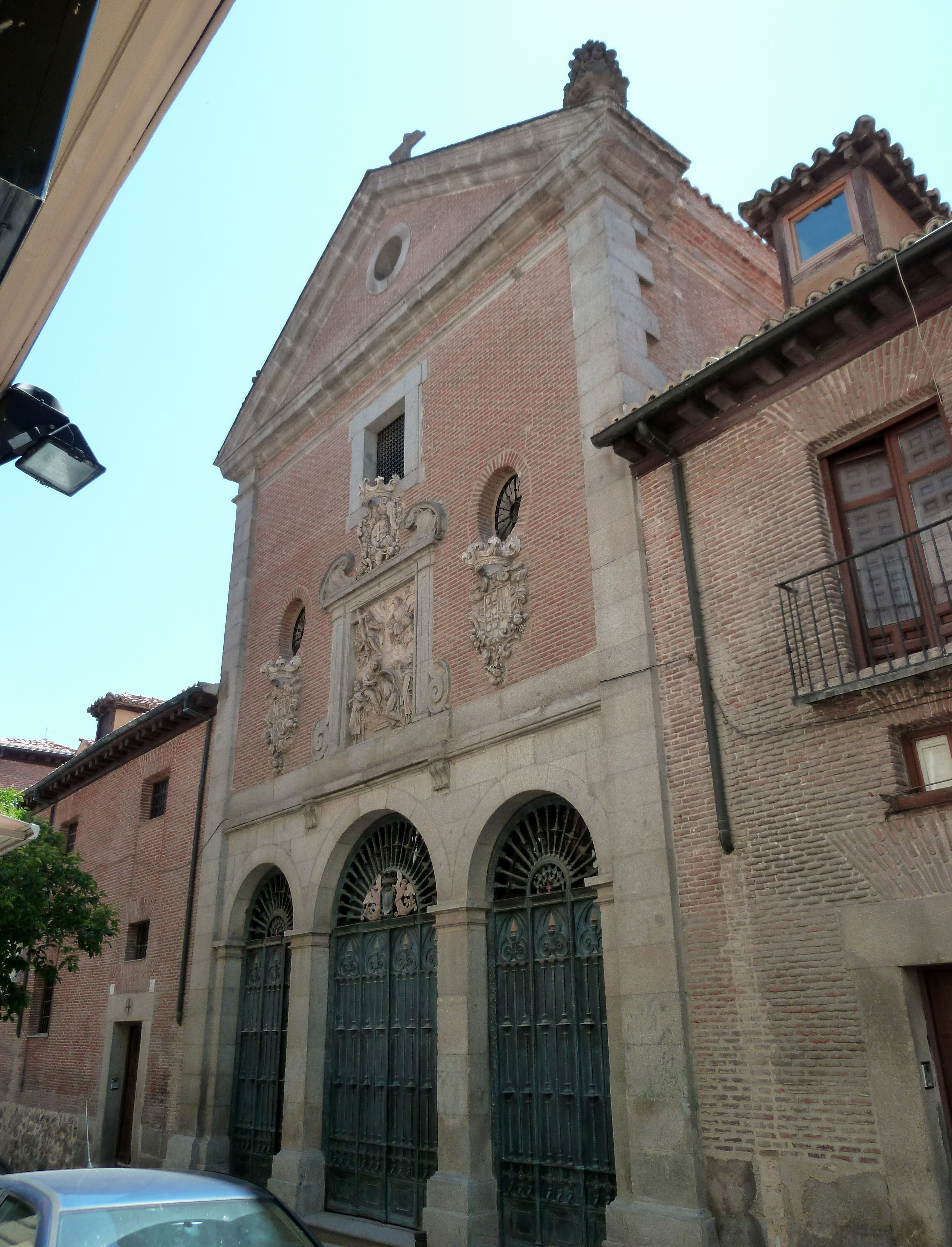
In diesem Kloster wurde Cervantes bestattet

Cervantes wurde auf dem Gelände des Klosters der Barfüßigen Trinitarierinnen im Literatenviertel der Stadt begraben. Seine Grabstätte wurde bei Umbauten der Kirche im 17. Jahrhundert abgeräumt und umgebettet. Nach den sterblichen Überresten wurde seit 2014 von einem spanischen Forscherteam systematisch gesucht.
Anfang 2015 – ein Jahr vor Cervantes’ 400. Todestag – wurde gemeldet, Wissenschaftler hätten in einer Grabnische einen Sarg mit den Initialen „M. C.“ des Autors gefunden. Am 17. März erklärten die Forscher, sie hätten das Grab identifiziert. Da Cervantes’ Gebeine zusammen mit denen anderer Personen bestattet worden waren, sei derzeit eine individuelle Zuordnung der Knochen nicht möglich. Man wolle eventuell eine DNA-Analyse durchführen, allerdings hat Cervantes heute keine bekannten Nachfahren mehr.
Bei der Identifizierung einzelner Gebeine waren auch bekannte Verletzungen, die sich Cervantes zugezogen hatte, hilfreich, wie die Verletzung seiner linken Hand im Alter von 24 Jahren und mindestens eine Schusswunde an der Brust.

## Werk

### Novelas ejemplares

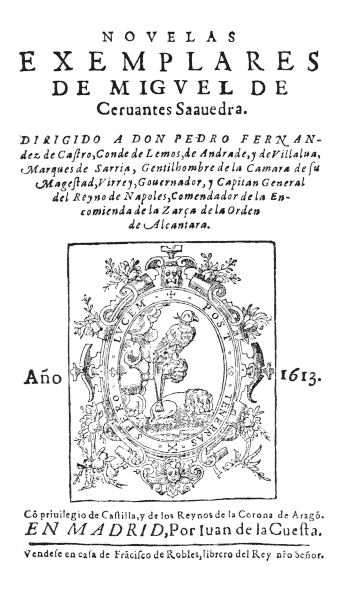
Titelblatt der Novelas ejemplares, 1613

1613 wurden die Novelas ejemplares veröffentlicht. Es handelt sich um eine Sammlung von zwölf Novellen. Die Sammlung wurde zum großen Erfolg und erfuhr seit ihrer Erstveröffentlichung unzählige Editionen und wurde in zahlreiche Sprachen übersetzt. Cervantes sieht sich als erster, der die Gattung der Novelle in der spanischen Literatur anwendet. In seinem Vorwort unterstreicht er, dass im Unterschied zu seinen Novellen die übrigen in Spanien verbreiteten 'Novelas' nur Übersetzungen und Nachahmungen ausländischer Vorlagen seien. Doch beziehen sich die Novellen auch auf Ereignisse in Cervantes’ Leben. Die Exemplarität seiner Novellen ist in zweierlei Hinsicht gegeben. Zum einen besteht sie in der Vorbildhaftigkeit im moralischen Sinne und zum anderen kann eine Vorbildhaftigkeit in Bezug auf die literarische Form angenommen werden. Obwohl er seine Novellen zur Unterhaltung schrieb, betonte Cervantes in seinem Vorwort die absolute Vorbildhaftigkeit seiner Novellen. Er schwor, sich die Hand abzuhacken, falls jemand keine moralische Belehrung in einer seiner Novellen finden sollte. Darin lag eine gewisse Ironie: In einer Schlacht wurde Cervantes’ Arm verletzt, so dass er gar nicht fähig gewesen wäre, sich selbst eine Hand abzuhacken.
Unterhaltung und moralische Unterweisung finden in den Exemplarischen Novellen zugleich ihren Ausdruck. In der Literatur werden die 12 Novellen häufig in zwei Gruppen eingeteilt:
1. die idealistischen Novellen
2. die realistischen bzw. satirischen Novellen

Verschiedene Einflüsse werden den Novelas ejemplares zugeordnet. So zum Beispiel des Theaters des Goldenen Zeitalters (insbesondere in der Dialogführung), des humanistischen Dialogs, des Ritter- und Schäferromans, sowie des pikaresken Romans. Der Einfluss seiner italienischen Vorläufer, vor allem des Giovanni Boccaccio, ist jedoch umstritten, auch wenn er in Bezug auf Erzähltechnik und Wirklichkeitsdarstellung von Boccaccio, Bandello und Cinthio lernen konnte.

### Liste der Werke

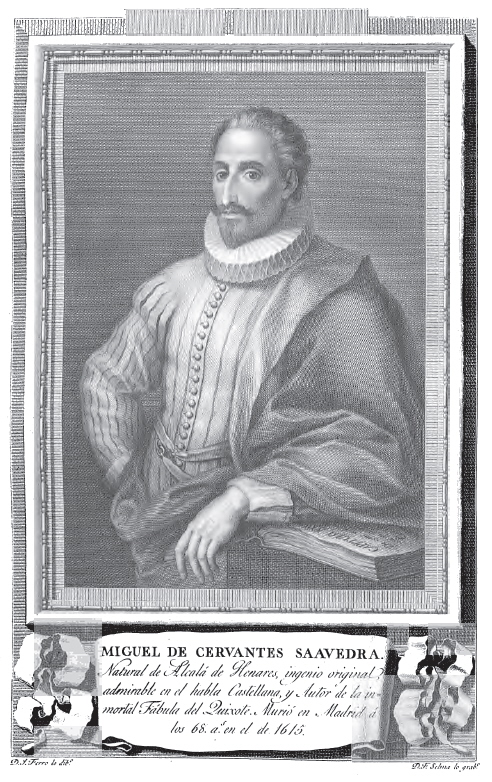
Miguel de Cervantes Saavedra (Retratos de Españoles Ilustres, 1791)

- La primera parte de la Galatea, Alcalá 1585 (dt. Galathee: Schäferroman, Berlin 1787)
- El ingenioso hidalgo Don Quixote de la Mancha, Roman, Madrid 1605 und 1615 (dt. Don Quijote von der Mancha, Carl Hanser Verlag 2008)
- Novelas ejemplares, Novellenzyklus, Madrid 1613 (dt. Moralische Novellen, Leipzig 1779), darin:
  - La gitanilla (Das Zigeunermädchen)
    - Deutscher Auszug in Adalbert Keil Hg.: Die Prophezeiung. Zigeunergeschichten. Reihe: Goldmanns Gelbe TB #1622. München 1965. S. 5f. (Eine Anthologie, zuerst Kurt Desch, ebd. 1964)
    - als Drama: Pius Alexander Wolff, Preciosa. Romantisches Schauspiel, Musik von Carl Maria von Weber, 1821

  - El amante liberal (Der edelmütige Liebhaber)
  - Rinconete y Cortadillo (Rinconete und Cortadillo, steht in der Tradition des Schelmenromans)
  - La española inglesa (Die englische Spanierin)
  - El licenciado vidriera (Der Lizenziat Vidriera)
  - La fuerza de la sangre (Die Macht des Blutes)
  - El celoso extremeño (Der Eifersüchtige von Extremadura)
  - La ilustre fregona (Die erlauchte Scheuermagd)
  - Las dos doncellas (Die beiden Nebenbuhlerinnen)
  - La señora Cornelia (Das Fräulein Cornelia)
  - El casamiento engañoso (Die trügerische Heirat)
  - El coloquio de los perros (Zwiegespräch der Hunde)
- Viaje del Parnaso, Episches Gedicht, Madrid 1614 (dt. Die Reise zum Parnaß, Stuttgart 1968)
- Ocho comedias y ocho entremeses nuevos, nunca representados, Sechzehn Bühnenwerke, Madrid 1615 (dt. Zwischenspiele, Frankfurt am Main 1845; Acht Schauspiele und acht Zwischenspiele, alle neu und nie aufgeführt, Stuttgart 1970), darin:
  - El gallardo español (Der schneidige Spanier), Komödie
  - La casa de los zelos y selvas de Ardenia (Das Haus der Eifersucht und die Wälder von Ardenia), Komödie
  - Los baños de Argel (Die Gefängnisse von Algier)
  - El rufián dichoso (Der glückhafte Zuhälter)
  - La gran sultana Doña Catalina de Oviedo (Die Großsultanin Katharina von Oviedo)
  - El laberinto de amor (Das Liebeslabyrinth)
  - La entretenida (Das ausgelassene Frauenzimmer)
  - Pedro de Urdemalas (Peter Tunichtgut), Verskomödie in drei Akten
  - El juez de los divorcios (Der Scheidungsrichter)
  - El rufián viudo, llamado Trampagos (Der verwitwete Gauner)
  - La elección de los alcaldes de Daganzo (Die Richterwahl von Daganzo)
  - La guarda cuydadosa (Der wachsame Posten)
  - El vizcayno fingido (Der falsche Biskayer)
  - El retablo de las maravillas (Das Wundertheater)
  - La cueva de Salamanca (Die Höhle von Salamanca), dramatisches Zwischenspiel
  - El viejo celoso (Der eifersüchtige Alte)
- Los trabajos de Persiles y Sigismunda, Roman, Madrid 1617
  - Persilus und Sigismunda, Ludwigsburg, 1746
  - Die Irrfahrten von Persiles und Sigismunda. Übersetzung Petra Strien. Berlin 2016, Reihe Die Andere Bibliothek, ISBN 978-3-8477-0376-1
- El cerco de Numancia, Verstragödie in vier Akten, Madrid 1784 (dt. Numantia, Erstübersetzung 1810 von Friedrich de la Motte Fouqué[14])

## Rezeption und Ehrungen

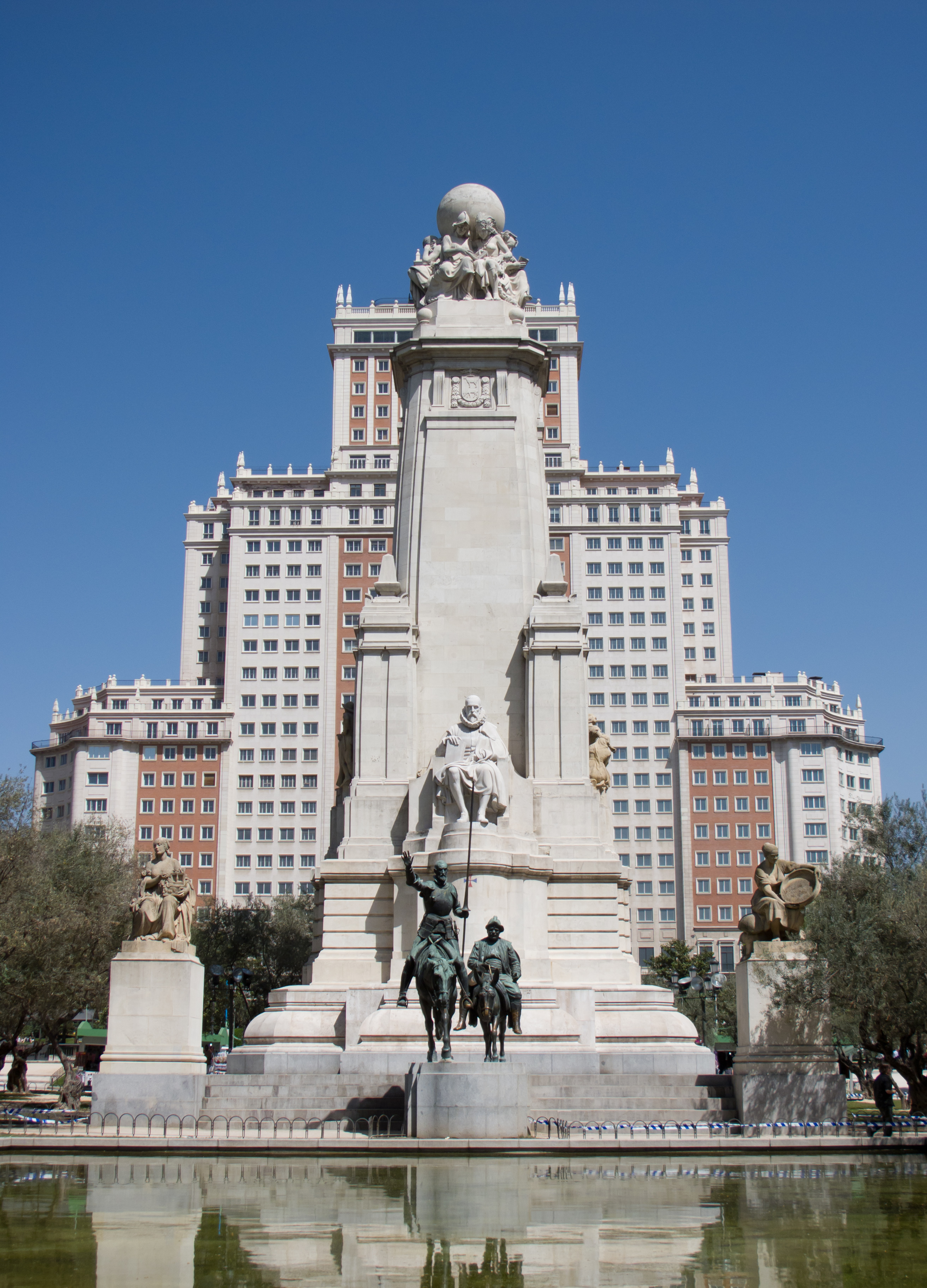
Cervantes-Denkmal in Madrid

Spanische 50-Cent-Münze

Nach Cervantes wurde das Kulturinstitut Instituto Cervantes sowie der Cervantespreis, der wichtigste Literaturpreis der spanischsprechenden Welt, benannt. Auch mehrere Theater tragen seinen Namen. Die 10-, 20- und 50-Cent-Münzen der spanischen Euromünzen tragen eine Cervantes-Abbildung.
1877 wurde ihm in Valladolid ein Denkmal gesetzt.
Nach Miguel de Cervantes wurde der Merkurkrater Cervantes benannt.
2015 benannte die IAU den Stern µ Arae nach Cervantes. Die 2000–2006 entdeckten Planeten wurden nach Figuren aus dem Don Quixote benannt.

### Biografien
- William Byron: Cervantes. Der Dichter des Don Quijote und seine Zeit. Autoris. Übers. aus d. Amerikan. von Hanna Neves. Fischer-Taschenbuch, Frankfurt am Main 1984, ISBN 3-596-25630-5
- Jean Canavaggio: Cervantes. Biographie. Aus dem Franz. von Enrico Heinemann und Ursel Schäfer. Artemis, Zürich und München 1989, ISBN 3-7608-1003-9
- Anton Dieterich: Miguel de Cervantes. (= Rowohlts Monographien; 324). Rowohlt, Reinbek 1984, ISBN 3-499-50324-7
- Stephen Marlowe: Ritter des Zufalls: Tod und Leben des Miguel de Cervantes. Aus dem Amerikan. von Michael Hofmann. Kindler, München 1992. ISBN 3-463-40177-0
- Christoph Strosetzki: Miguel de Cervantes. Epoche – Werk – Wirkung. C.H. Beck, 1991, ISBN 3-406-35077-1
- Uwe Neumahr: Miguel de Cervantes. Ein wildes Leben. Biographie. München : C.H. Beck, 2015

### Bibliografien
- Leopoldo Ríus: Bibliografía crítica de las obras de Miguel de Cervantes Saavedra. 3 Bände. Murillo, Madrid 1895–1904 (Nachdruck: Burt Franklin, New York 1970)
- Raymond Leonard Grismer: Cervantes. A Bibliography. Books, essays, articles and other studies on the life of Cervantes, his works, and his imitators. 2 Bände. Wilson, New York 1946 und Burgess-Beckwith, Minneapolis 1963 (Nachdruck: Kraus, New York 1970–1980)
- José Simón Díaz: Bibliografía de la literatura hispánica. Band 8. Consejo Superior de Investigaciones Científicas, Madrid 1970, S. 3–442
- A. Sánchez: Bibliografía cervantina, in: Anales Cervantinos, Bd. 21, 1983, S. 225–281 und Bd. 22, 1984, S. 239–293
- Krzysztof Sliwa: Documentos Cervantinos. Nueva recopilación. Lista e índices. Lang, New York u. a. 2000, ISBN 0-8204-4465-0 (über den Nachlass)

### Belletristik
- Bruno Frank: Cervantes. Querido, Amsterdam 1934 (historischer Roman, zuletzt bei Ullstein, Frankfurt am Main 1992, ISBN 3-548-22688-4)

## Film
Vincent Sherman inszenierte 1967 mit Cervantes – Der Abenteurer des Königs eine Filmbiografie, die auf dem Roman Cervantes des deutschen Schriftstellers Bruno Frank basiert. In der als Historienfilm konzipierten spanisch-italienisch-französischen Co-Produktion spielte Horst Buchholz die Titelrolle.